# Département de Jiménez
Le département de Jiménez est une des 27 subdivisions de la province de Santiago del Estero, en Argentine. Son chef-lieu est la ville de Pozo Hondo.
Le département a une superficie de 4 832 km2. Sa population s'élevait à 13 170 habitants en 2001.

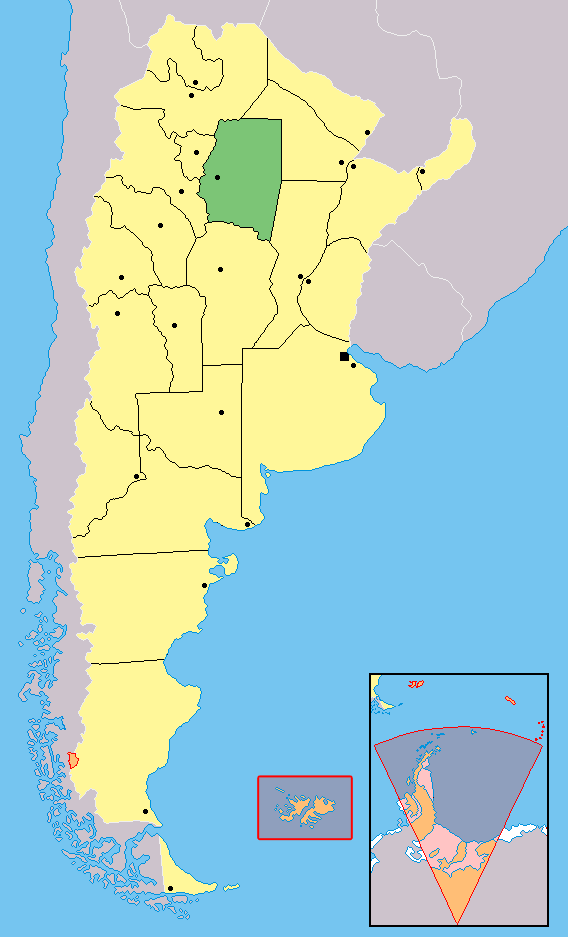
Localisation de la province de Santiago del Estero en Argentine